# British Board of Film Classification

Ehemaliges Logo des British Board of Film Classification

Das British Board of Film Classification (BBFC, bis 1984 British Board of Film Censors) ist eine britische Organisation, die Filme, aber auch Computer- und Videospiele bewertet und Altersfreigaben erteilt.

## Aufgaben
Schwerpunkt der Organisation ist, Filme (in allen Variationen; für das Kino, auf DVD, BD oder früher auch VHS) auf ihren Inhalt zu prüfen und Altersfreigaben zu erteilen. Computerspiele werden ebenfalls geprüft, seit einigen Jahren ist aber hauptsächlich das PEGI-System für die Freigabe von Unterhaltungssoftware zuständig.
Das BBFC ist eine unabhängige Organisation in London, die von der Filmindustrie Großbritanniens gegründet wurde, und dessen Betriebskosten durch die Gebühren, die das BBFC für die Prüfung von Filmen erhebt, bezahlt werden.
In der Tat liegt die gesetzliche Verantwortung für die Freigabe von Kinofilmen bei den Verwaltungseinheiten, aber normalerweise nehmen sie die Empfehlungen des BBFC an. Gelegentlich lehnt aber ein District die Empfehlung des BBFC ab, indem es entweder einen Film ab einem niedrigeren Alter freigibt oder die Freigabe absolut verweigert.
Bei der Freigabe von Filmen auf Video-Medienträgern ist das BBFC die sogenannte designierte Behörde gemäß dem Videoaufnahmegesetz (Video Recordings Act) von 1984. Alle Filme auf DVD, BD usw. müssen vom BBFC geprüft werden, sollen sie in Großbritannien vertrieben werden. Wird ein Film nicht freigegeben, so darf er nicht im Handel erhältlich sein.

## Freigaben
Zurzeit benutzt die BBFC folgende Freigaben (classifications):
| Logo   | Freigabe                | Definition |
| ------ | ----------------------- | --- |
| Symbol | Universal               | Für alle geeignet. Ohne Altersbeschränkung. |
| Symbol | Parental Guidance       | Für jede Altersgruppe erlaubt. Eltern werden aber darauf hingewiesen, dass manche Szenen für Kinder unter 8 Jahren nicht geeignet sind. |
| Symbol | 12 Accompanied/Advisory | Freigegeben ab 12 Jahren. Mit Begleitung einer erwachsenen Person darf sich auch ein Kind unter 12 Jahren den Film anschauen. Diese Freigabe gibt es nur bei Kinofilmen. Auf DVD/BD wird der Film in der Regel ab 12 freigegeben (ohne A). |
| Symbol | 12                      | Freigegeben ab 12 Jahren. Anders als bei der 12A Einstufung muss die Person 12 Jahre alt sein, um den Film sehen zu dürfen. |
| Symbol | 15                      | Freigegeben ab 15 Jahren. |
| Symbol | 18                      | Freigegeben ab 18 Jahren. |
| Symbol | Restricted 18           | Freigegeben ab 18 Jahren und darf nur in lizenzierten Sexkinos gezeigt und in Sexshops verkauft werden. Enthält Hardcore-Pornografie. |

Ältere Freigaben:
| Logo   | Freigabe           | Definition                                                                     |
| ------ | ------------------ | ------------------------------------------------------------------------------ |
| Symbol | Universal Children | Für alle geeignet, aber besonders für Vorschulkinder (Anfang 2009 abgeschafft) |

## Video Nasties
Offiziell gibt es die sogenannten Video Nasties nicht mehr, aber es gibt immer noch die Möglichkeit, dass die BBFC die Freigabe eines Films ablehnt („rejected“). Die Filme werden dann meist geschnitten herausgebracht. „Maniac“ ist ein mögliches Beispiel. Die meisten älteren Video Nasties sind heute aber im Vereinigten Königreich legal und ungeschnitten ab 18 Jahren erhältlich (z. B. Tanz der Teufel oder auch The Driller Killer).